# Стоянова къща (Димитър Стоянов)
 Тази статия е за къщата на Димитър Стоянов.  За къщата на брат му Коста вижте Стоянова къща (Коста Стоянов).  
Стояновата къща e известна архитектурна постройка в центъра на Плевен, на така наречената Стара главна улица.

## История
В 80-те години на XIX век започва строежът на първите две жилищно-търговски постройки от нов тип, а именно къщите на видните плевенски търговци Атанас Костов и Димитър Стоянов. Къщата на Стоянов е емблематична сграда е една от най-старите и най-красиви къщи на Старата главна в града. Къщата е с богата архитектура и барокова украса. Строежът е завършен в 1880 година. Дело е на виенски архитект и за строежа са използвани материали от Виена.